# Te Tipua (Nouvelle-Zélande)
Te Tipua est une localité de l’est de la région du  Southland située dans l’Île du Sud  de la Nouvelle-Zélande.

## Situation
Elle est localisée à l’ouest de la ville de Mataura et au  nord-est de la ville majeur de la région du Southland, qui est la ville d’ Invercargill. 

## Accès
La route State Highway 96 (en) passe à travers la ville de ‘Te Tipua’,quand elle va vers la ville de Waitane et sa jonction avec la route State Highway 1, qui a lieu sur le côté sud de la ville de Mataura.

## Activités Economiques
La principale activité économique de la région est en rapport l’agriculture. 

## Éducation
La ville de ‘Te Tipua’ contient une petite école primaire, qui dessert les élèves de la zone environnante .